# 佐藤シンイチロウ
佐藤 シンイチロウ（さとう シンイチロウ、1964年〈昭和39年〉8月16日 - ）は日本のドラマー。ロックバンド、the pillowsとThe ピーズのドラムス担当として活動。血液型はO型。茨城県日立市出身。駒澤大学卒業。愛称はシンちゃん。

## 概要
THE POGO、KENZI & THE TRIPSでの活動を経て、現在はthe pillowsとThe ピーズの2つのバンドを並行させて活動している。詳細は後述の来歴の節を参照のこと。
thee michelle gun elephantのメンバーと親交が深い。1993年頃、当時まだ無名だった彼らに、the pillowsの所属事務所であるBAD MUSIC GROUPを佐藤が薦め、結果メジャー・デビューした。また、デビュー前、ドラムス担当のクハラカズユキが北海道に帰省した際、一時的にサポートドラマーを務めていた。
また、『環七エミちゃんズ』という草野球チームの監督である。メンバーはTOMOVSKYやThe ピーズの大木温之、土田小五郎、ウガンダ、thee michelle gun elephantのチバユウスケやウエノコウジ、クハラカズユキなどがいる。
趣味は競馬。ユニオンオーナーズクラブ所属の「ベイビーイッツユー」というクラブ馬に一口馬主のうちの一人として出資していた（現在は引退）。

## 来歴
高校時代に小河原良太とバンドを結成。当時はボーカルとギターを担当していたが、ドラムス担当のメンバーが脱退した際にドラムスに転向した。なおこのバンドは、後にTHE POGOと改名して長期にわたり活動することとなる。
1984年、THE POGOでの活動を経て、パンク・ロックバンドのKENZI & THE TRIPSにドラムス担当として参加。また、同バンドのメンバーとして活動中の1986年に、当時まだドラムス担当が不在であったTHE BLUE HEARTSのサポートドラマーを担当した（その際の音源はオムニバス盤『JUST A BEAT SHOW』にて確認することが可能である）。以降も、長らくKENZI&THE TRIPSのメンバーとして活動していたが、1989年、ボーカルKENZIの麻薬事故が原因でバンドは解散する（KENZI&THE TRIPSは後に再結成するが、佐藤は不参加）。その直後、同バンドのベースを担当していた上田ケンジに誘われthe pillowsに加入（同バンドでの活動詳細はthe pillows#来歴の項を参照のこと）。
1995年、the pillowsと以前から親交の深かったThe ピーズのレコーディングにゲストとして初めて参加する。The ピーズは1997年に活動が休止されるが、2002年の活動再開後も演奏に参加。結果、正式メンバーとしてThe ピーズに加入することとなった（同バンドでの活動詳細はThe ピーズ#来歴の項を参照のこと）。また、まだサポートとしてThe ピーズに参加していた2003年、真心ブラザーズのYO-KING、奥田民生、The ピーズの大木温之、佐藤の4人でO.P.KINGを結成。ドラムスとボーカルを担当。期間限定で活動をした。the pillows、The ピーズの両バンドでの日本武道館出演を果たしている。
2018年以降、The ピーズには参加しておらず、2024年現在はthe pillowsに専念する形となっている。

## 作品
佐藤の在籍する、または過去に在籍したバンドの作品については、以下のページに詳しい記述がある。また、後述の外部リンクの節に付記された各公式サイトも併せて参照のこと。
- the pillows - the pillows#作品
- The ピーズ - The ピーズ#ディスコグラフィー
- O.P.KING - O.P.KING#作品

### 参加作品
- JUST A BEAT SHOW （1986年5月、再発: 1993年4月25日）
  - 1986年3月8日に渋谷屋根裏にて行われた対バンライブの音源を収録。THE BLUE HEARTSの演奏曲に参加。
- KHAOS：12 （1993年12月1日）
  - 佐久間学のアルバム。編曲はthe pillowsの元同僚の上田ケンジで、殆どの楽曲に参加（一部は佐久間によるドラム演奏）。
- LIFE （2002年5月22日）
  - YO-KINGのシングル。大木温之と共に演奏に参加。